# ماتيوس ريس
ماتيوس ريس (بالبرتغالية: Matheus Reis de Lima‏) (18 فبراير 1995 في البرازيل - ) هو لاعب كرة قدم برازيلي في مركز الوسط. لعب مع نادي ساو باولو ونادي اتلتيكو سوروكابا.

## وصلات خارجية
- ماتيوس ريس على موقع الاتحاد الأوربي (الإنجليزية)
- ماتيوس ريس على موقع قاعدة بيانات كرة القدم.إي يو (الإنجليزية)
- ماتيوس ريس على موقع Soccerbase.com (لاعب) (الإنجليزية)
- ماتيوس ريس على موقع Soccerway.com (الإنجليزية)
- ماتيوس ريس على موقع عالم كرة القدم.نت (الإنجليزية)